# آلاء صلاح
آلاء صلاح هي طالبة سودانية. اكتسبت شهرتها من صورة كنداكة الثورة السودانية التي التقطتها لانا هارون. بعد نهاية الثورة بأكثر من ثماني أو تسع ساعات، وانتشرت في شهر أبريل 2019. وعلى الرغم من أنها لم تكن معروفة خلال الاحتجاجات وكان هذا أول ظهور لها أطلق عليها أحد الإعلاميين لقب أيقونة وتداولها الإعلام واشتهرت بعد ذلك.

## النشأة والتعليم
ولدت آلاء صلاح في عام 1997. وكانت والدتها تعمل مصممة أزياء ووالدها يعمل في البناء والتشييد. تدرس الهندسة والعمارة في جامعة السودان العالمية في الخرطوم.

## احتجاجات السودان
منذ ديسمبر عام 2018، اندلعت سلسلة من الاحتجاجات ضد الرئيس عمر البشير، مطالبة بالإصلاحات الاقتصادية واستقالة الرئيس. أعلنت حالة الطوارئ في فبراير عام 2019 نتيجة الاحتجاجات. شهد يوما 6 و7 أبريل أكبر الاحتجاجات منذ إعلان حالة الطوارئ. في ظل الاحتجاجات المستمرة عمل الجيش على حماية المتظاهرين من قوات الأمن في 10 أبريل. في نهاية المطاف، أدت الاحتجاجات إلى قيام الجيش بإزالة البشير من السلطة، تكوين مجلس انتقالي بقيادة أحمد عوض بن عوف، ولكن المتظاهرين، بما في ذلك صلاح رأوا أنه كان مجرد تغيير للقيادة مع الإبقاء على نفس النظام وطالبوا بتشكيل مجلس انتقالي مدني.

## الصورة
مع تواصل التظاهرات في 8 أبريل، التطقت لانا هارون صورة لامرأة لم يذكر اسمها في البداية ترتدي ثوبا أبيضا وتقف على سيارة تتحدث للجماهير الحاشدة، ولقد غنت مع غيرها من النساء أثناء اعتصام بالقرب من مقر قيادة الجيش والقصر الرئاسي. انتشرت الصورة على نطاق واسع على وسائل التواصل الاجتماعي وشغلت انتباه وسائل الإعلام الدولية. ولقد وصفت الصورة بأنها رمز لدور المرأة الحاسم في نجاح المظاهرات، لأن الغالبية العظمى من المتظاهرين (ما يقرب من 70%) من النساء.
أعاد ثوب صلاح الأبيض إلى الأذهان ملابس المتظاهرات السودانيات ضد الديكتاتوريات السابقة، وكذلك الطالبات المتظاهرات اللوات أشير إليهن باسم «كنداكة» على اسم الملكات النوبيات قديماً. كذلك أقراطها الذهبية هي من حلي الزفاف التقليدية. ووصف المعلقون الصورة بأنها «صورة الثورة». وقالت هالة الكارب الناشطة السوادنية في مجال حقوق المرأة: «هي رمز لهوية المرأة العاملة والمرأة السودانية القادرة على فعل أي شيء ولكن لا تزال تقدر ثقافتها.»